# Дювин, Джозеф
Джозеф Дювин, 1-й барон Дювин (англ. Joseph Duveen; 14 октября 1869 — 25 мая 1939) — известный также как сэр Джозеф Дювин — британский арт-дилер. С 1886 по 1938 годы занимался продажей предметов искусства из частных английских собраний коллекционерам в США. За это время он продал сотни шедевров Беллини, Боттичелли, Джотто, Рафаэля, Рембрандта, Гейнсборо, Ватто, Веласкеса, Вермеера, Тициана и других художников. Среди его клиентов в Америке были: Уильям Хёрст, Генри Клэй Фрик, Джон Пирпонт Морган, Джон Дэвисон Рокфеллер, Эндрю Меллон и другие. Считается, что три четверти картин старых мастеров, находящихся сейчас в музеях США, прошли через его руки.
Дювина считают одним из величайших торговцев произведениями искусства. Его именем названы залы в: Британском музее, галерее Тейт, Лондонской национальной галерее, Национальной портретной галерее и в Лондонском университете.

## Биография
Отец Дювина — Джозеф Джоэль Дювин (1843—1908) родился в Нидерландах в еврейской семье. В 1866 он переехал в английский город Халл, где открыл магазин по продаже китайского фарфора. В партнёрстве со своим младшим братом Генри основал фирму «Братья Дювин», и с укреплением бизнеса перебрался в Лондон, где занялся уже продажей живописи и других произведений искусства. В Халле он женился на Розетте Барнетт. У пары было 14 детей: десять сыновей и четыре дочери. Джозеф Дювин — старший сын, родился 14 октября 1869 года. Получил образование в Школе Университетского колледжа в Лондоне. С 17 лет стал работать в фирме отца и дяди, разъезжая между Лондоном, Парижем и Нью-Йорком и занимаясь продажей живописи, скульптуры и прикладного искусства американским миллионерам.
В конце XIX века фирма «Братья Дювин» приобрела известность и связи. Например, Эдуард VII в преддверии своей коронации предложил Дювинам в качестве декораторов «оживить облик Букингемского дворца». С 1895 по 1905 годы бизнес Дювинов утроился. В это время Европа переживала тяжёлые времена: сокращались доходы от сельского хозяйства, а импорт зерновых культур из США ещё больше обрушивал цены. Долги аристократов росли, остро вставала проблема неплатёжеспособности. По другую сторону Атлантики жили промышленники нового класса, а также неуклонно богатеющие предприниматели. Складывалась идеальная ситуация для торговли искусством: продажа антиквариата помогала беднеющим аристократам оставаться на плаву, а американским миллионерам повышала их «статус» и «утончённость».
В Европе куча дорогих картин, а в Америке куча богатых людей. Нужно их друг с другом свести. В этом всё дело.Джозеф Дювин
В 1909 году США отменили налог на импорт произведений искусства. Это ещё больше подстегнуло торговлю работами старых мастеров, которых активно начали ввозить в Америку.
Джозеф предпочитал покупать не отдельные предметы, а коллекции целиком. На аукционах он зачастую платил за произведения рекордные суммы, делая ставку на то, что будущий покупатель заплатит ещё больше, считая, что высокая цена — признак высокого качества. Так, ещё в 1901 году он уговорил отца заплатить за картину Джона Хопнера четырнадцать тысяч пятьдесят гиней. Никогда прежде английское искусство не продавалось на аукционах за такие суммы.
Джозеф Дювин ведёт бизнес, словно полководец — боевые действия, властно и не допуская возражения. Он смело покупает картины и бывает неотразим, когда их продаёт.Рене Жампель — французский торговец искусством
Одним из первых, кто стал покупать искусство под руководством Дювина, был американский медиамагнат Уильям Херст. Клиентами Дювина также были финансисты Генри Клэй Фрик, Джон Пирпонт Морган, железнодорожный магнат Генри Э. Хантингтон, бизнесмены Сэмюэль Генри Кресс и Фрэнк Портер Вуд, первый долларовый миллиардер Джон Дэвисон Рокфеллер, промышленник Эндрю Меллон и другие. По оценкам до 50 % коллекции Меллона, являющейся ядром Вашингтонской национальной галереи, было приобретено именно у Дювина.
По словам коллеги Эдварда Фаулса, Джозеф был «живым, увлекающимся, легко возбудимым, агрессивным и нетерпеливым», он хорошо разбирался в британской живописи, поверхностно знал французскую и голландскую, но совершенно не разбирался в итальянской. Поэтому ему требовался помощник. Им стал художественный критик Бернард Беренсон, который являлся экспертом не только в области искусства, но и в контрабанде и ввозе в Америку итальянских картин. Дювин и Беренсон подписали контракт в 1906 году. С этого времени Джозеф значительно расширил рынок, особенно картин эпохи Возрождения, чему немало способствовало подтверждение подлинности Беренсоном полотен с сомнительной атрибуцией.
Например, в 1910 году Дювин, по совету Беренсона, купил во Флоренции картину Алессио Бальдовинетти, которую уже тогда признавали если не подделкой, то «сильно переписанной» работой. За полотно Джозеф заплатил 5 000 долларов, а продал Уильяму Саломону за 62 500. Когда Саломон захотел от неё избавиться, Дювин перепродал её Кларенсу Мэки за 150 000. Во время Великой депрессии Мэки разорился, и Дювин выкупил картину назад, а после снова продал её уже Сэмюелу Крессу. Кресс впоследствии передал картину в дар Национальной галерее Вашингтона, в запасниках которой она и хранится. Авторство Бальдовинетти по-прежнему признаётся сомнительным.

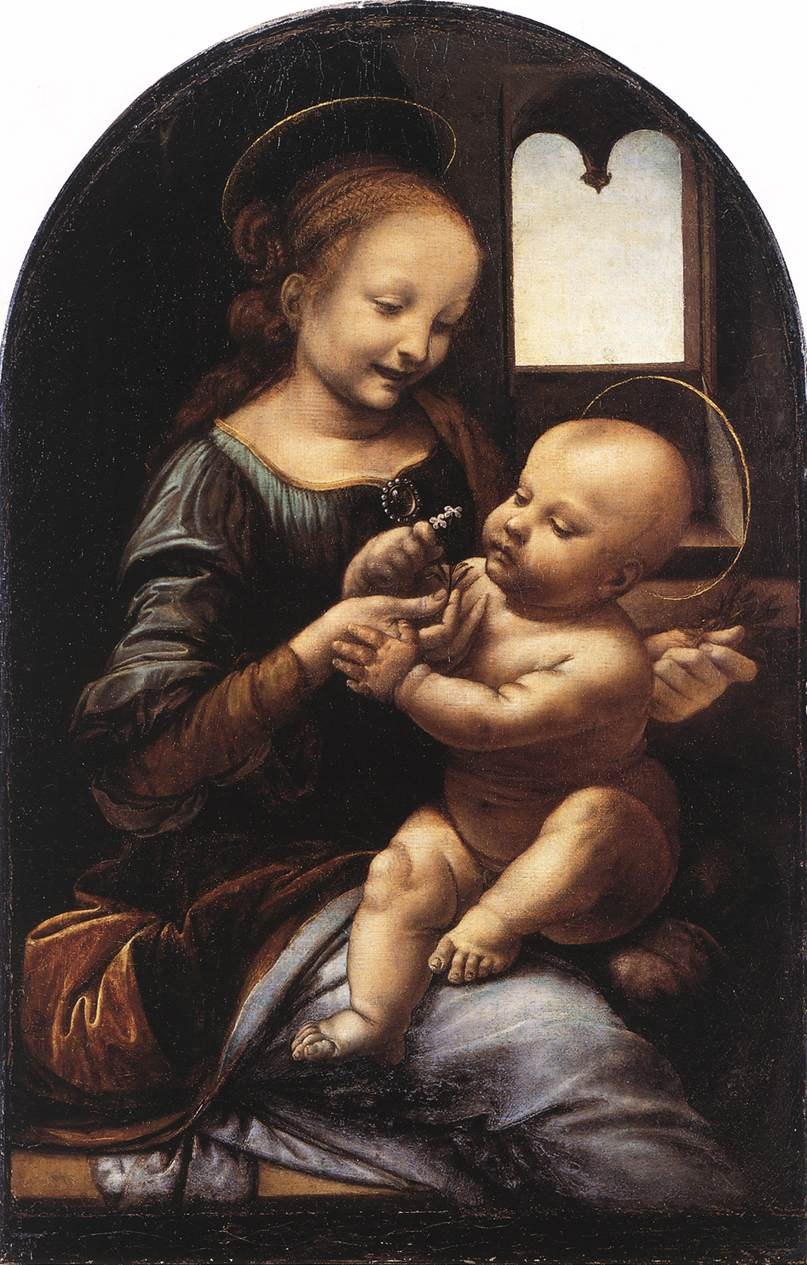
Джозеф Дювин предложил за «Мадонна Бенуа» 500 тысяч франков. Сейчас картина находится в Эрмитаже

В 1912 году Дювин захотел приобрести картину Леонардо да Винчи «Мадонна с Младенцем» (или «Мадонна Бенуа»). Владелица картины, Мария Бенуа, супруга петербургского архитектора Николая Бенуа, после смерти мужа решила продать её, для чего переправила полотно за границу. Бернард Беренсон подтвердил его подлинность и авторство да Винчи, а Дювин предложил за него 500 000 франков. Однако Мария Бенуа в итоге решила, что картина должна остаться в России, и уступила её за символическую сумму в 150 000 рублей. С 1914 года «Мадонна Бенуа» стала частью коллекции Государственного Эрмитажа.
В 1937 году деловые отношения между Дювином и Беренсоном прекратились. Недовольство друг другом у партнёров накапливалось давно, но окончательная размолвка произошла из-за картины «Рождество Христово», приобретённой Дювином у лорда Эллендейла. В тот период у коллекционеров особенно ценился Джорджоне, а Беренсон атрибутировал приобретённое полотно работой Тициана и никак не соглашался пересмотреть своё мнение в пользу Джорджоне. Дювин в итоге продал эту картину Сэмюелу Крессу как полотно с неустановленным авторством. Для него эта сделка стала одной из последних. Лорд Джозеф Дювин умер 25 мая 1939 года в возрасте 69 лет, похоронен на объединённом синагогальном кладбище в Виллесдене в Лондоне.
За время своей профессиональной деятельности Джозеф Дювин продал сотни шедевров Беллини, Боттичелли, Джотто, Рафаэля, Рембрандта, Гейнсборо, Ватто, Веласкеса, Вермеера, Тициана и других художников. Исследователи считают, что до 75 % лучших работ старых, в том числе итальянских мастеров, оказалось у американских коллекционеров именно благодаря Дювину. Его называют одним из величайших торговцев произведениями искусства.

## Критика

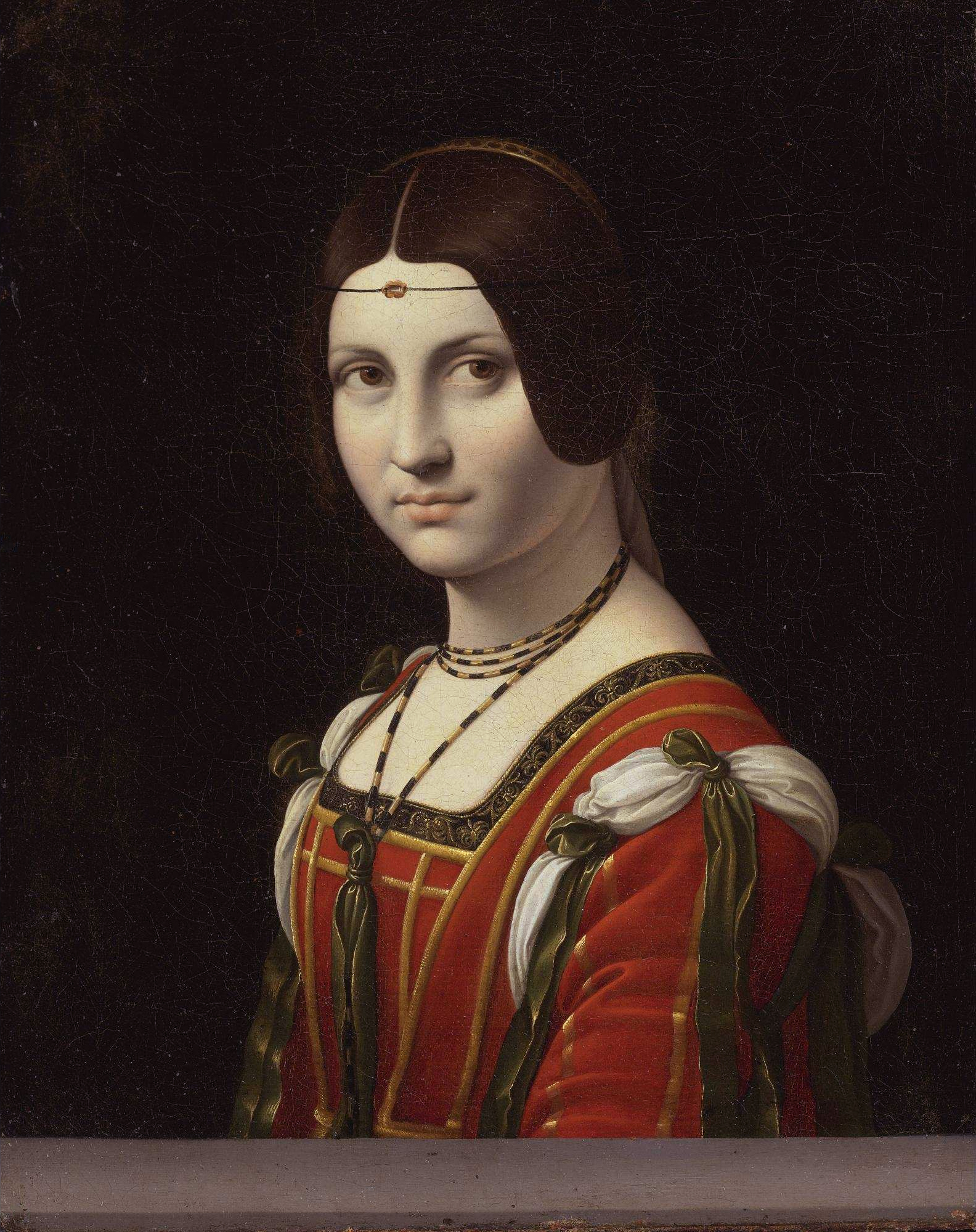
Копия полотна Леонардо да Винчи, из-за которой 10 лет судился Джозеф Дювин

Чтобы выгодно продать произведение искусства, Дювин мог привести его по своему усмотрению в максимально «товарный вид». Например, коллекционеры неохотно покупали картины овальной формы, поэтому Дювин давал указания обрезать их до четырёхугольного формата. Когда же его упрекали в чрезмерном покрытии полотен блестящим лаком, он оправдывал это тем, что его богатые клиенты якобы любят видеть собственное отражение на поверхности приобретённых картин.
За свою карьеру Дювин нередко становился ответчиком в суде. До 1909 года, когда в США отменили 20 % пошлину за ввозимые в страну произведения искусства, Джозеф вёл двойную бухгалтерию. Из-за этого его обвинили в уклонении от уплаты налогов на общую сумму в 10 млн долларов. В ходе судебных разбирательств сумма была снижена до 1,2 млн.
В 1921 году американская семья из Канзаса подала на Дювина иск на 500 000 долларов за то, что он отверг подлинность картины, которую они намеревались продать. Речь шла о варианте полотна «Дама с фероньеркой» (или «Прекрасная Ферроньера»), написанном Леонардо да Винчи, оригинал которого хранится в Лувре. Как таковых доказательств в пользу авторства да Винчи истцы предоставить не смогли, а Дювин и Беренсон, выступающий в качестве эксперта, не смогли убедить присяжных, что это подделка. Картину даже привозили в Париж, чтобы сравнить с оригиналом в Лувре. Процесс продолжался почти 10 лет, после чего стороны заключили соглашение, по которому Дювин согласился выплатить 60 000 долларов и все судебные издержки. В 1993 году новые исследования картины показали, что это не современная подделка, а копия, написанная не позднее первой половины XVII века, примерно через сто лет после смерти Леонардо. Продать картину удалось только в 1990-х годах, всё это время она пролежала в банковском сейфе. В январе 2010 года она была перепродана на аукционе Sotheby`s за 1,5 млн долларов (при изначальной оценке в 300—500 тыс. долларов).
Большие претензии высказывались Дювину из-за «реставрации» Мрамора Элгина — коллекции статуй, метоп, рельефного фриза, украшавших фронтоны афинского Парфенона и других греческих храмов. Коллекция была вывезена в Англию в начале XIX века лордом Элгином, является предметом культурного спора между Грецией и Великобританией. Дювин построил специальную галерею в Британском музее для размещения в ней статуй, а также провёл работы по очистке скульптур. Он решил сделать их «более привлекательными для публики», придав им одинаковый цвет. С помощью абразивных материалов и химических соединений, использующихся для шлифовки гранита, нанятые им реставраторы «очищали» экспонаты, придавая им неестественный белый цвет. Скульптурам был нанесён существенный эстетический и археологический вред. В 1999 году состоялась конференция, на которой велась академическая дискуссия о безответственной очистке статуй Дювином. Его действия значительно ослабили позицию Британского музея, который утверждал, будто он спас скульптуры от небытия, обеспечив им достойные условия хранения.

## Личная жизнь

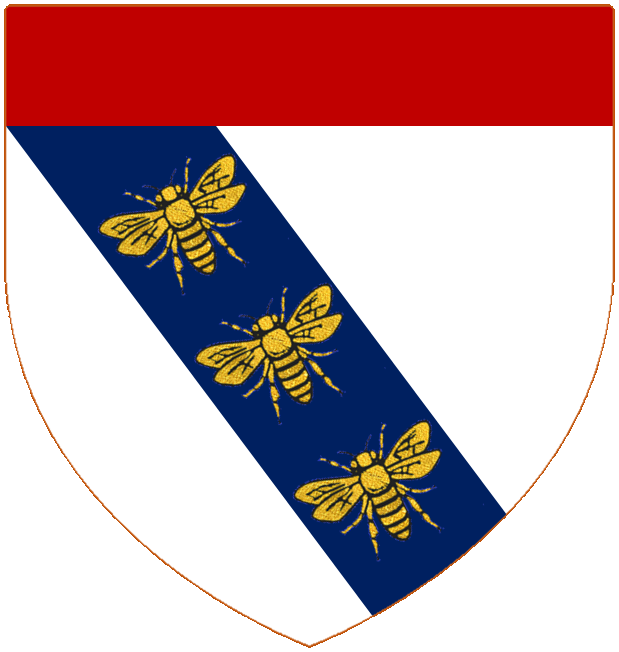
Герб барона Джозефа Дювина

31 июля 1899 года Джозеф Дювин женился на Элси Саломон (1881—1963), дочери Густава Саломона из Нью-Йорка. В 1903 году у пары родилась дочь Дороти Роуз (1903—1985).
За свою активную филантропическую деятельность в 1919 году он был посвящён в рыцари. В 1927 году он стал баронетом, а 3 февраля 1933 года — бароном Дювином из Миллбанка в Вестминтере. Из-за отсутствия наследников мужского пола, пожалованные Джозефу титулы после его смерти прекратили своё существование.

## Наследие
Джозеф Дювин совершал много пожертвований: передавал в дар британским галереям различные произведения искусства, тратил значительные суммы на ремонт и расширение музеев. Например, он построил галерею в Британском музее для размещения в ней мраморной коллекции Элгина. Эта галерея (зал № 18) названа в его честь, на её стене имеется памятная надпись (см. иллюстрацию). 

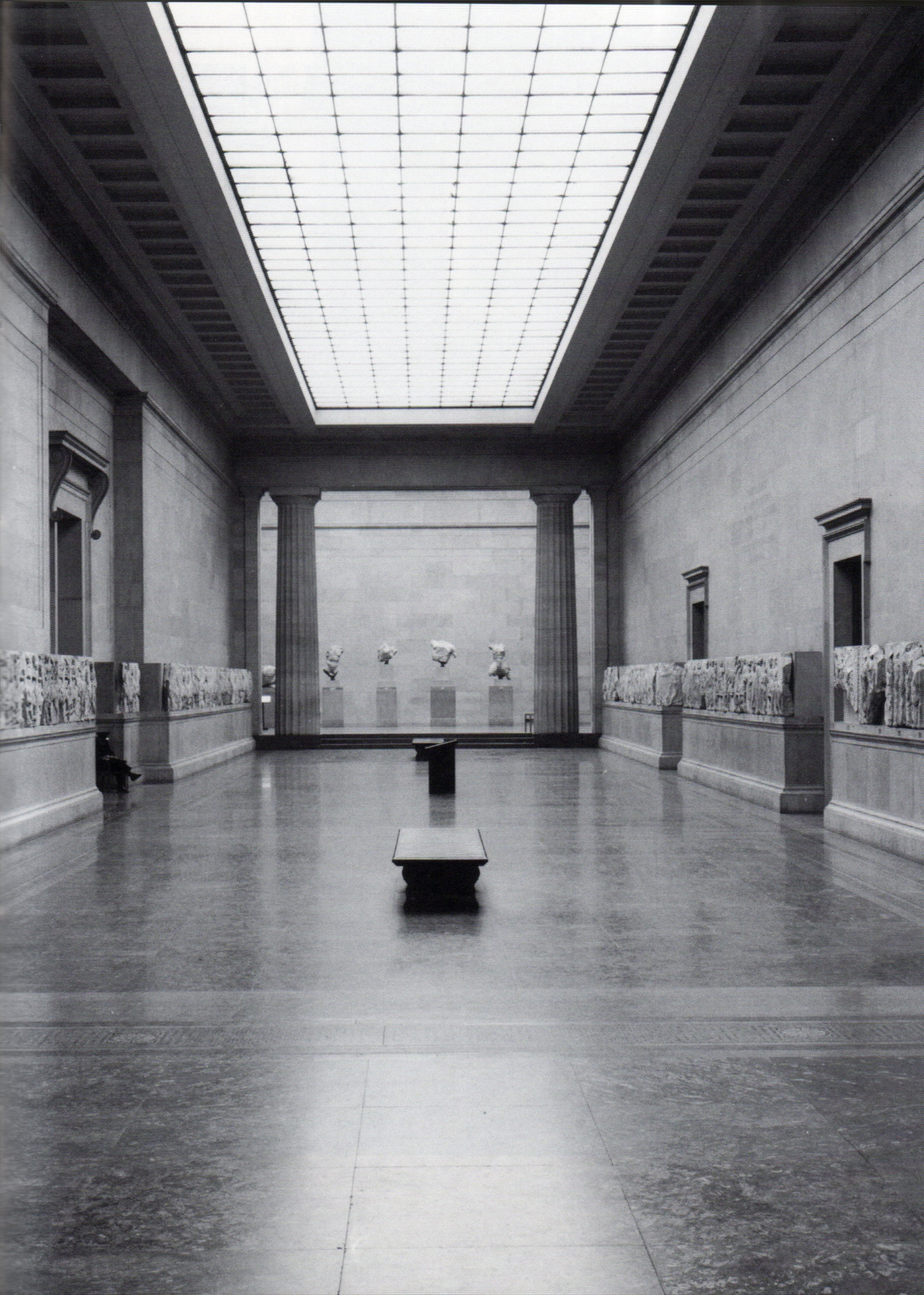
Галерея Дювина в Британском музее. 1980-е годы
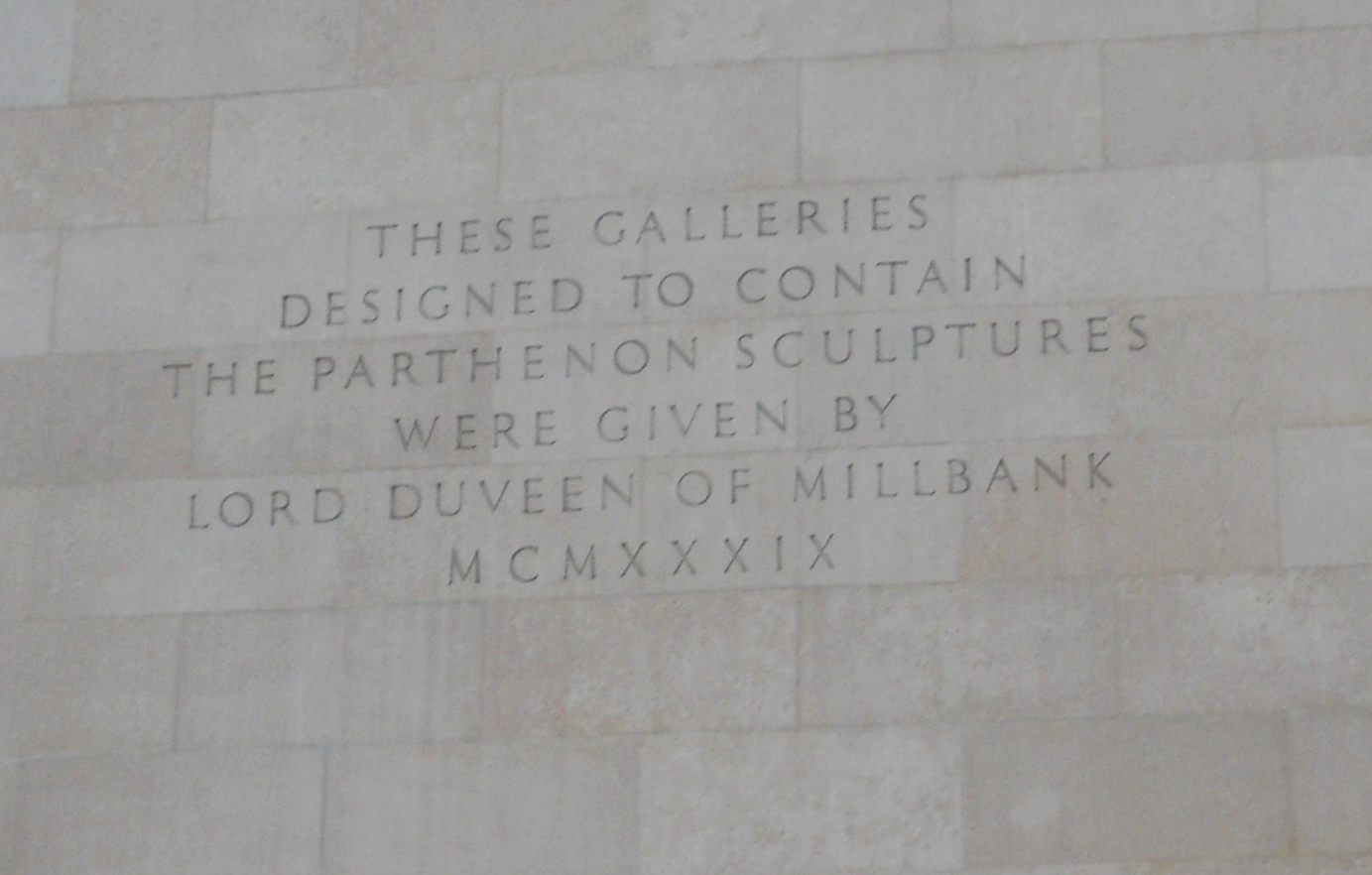
Памятная надпись в Галерее Дювина в Британском музее

Также в честь него названы залы: в галерее Тейт, масштабное расширение которой он финансировал, в Лондонской национальной галерее, Национальной портретной галерее и Лондонского университета.
О жизни Джозефа Дювина написано несколько книг. Первая биография вышла 1952 году, она состояла из небольших очерков, первоначально написанных для журнала The New Yorker (Duveen: The Story of the Most Spectacular Art Dealer of All Time, автор Сэмюэль Берман). В 2004 году Мерил Секрет, специализирующаяся на биографиях художников и коллекционеров, выпустила книгу «Дювин. Жизнь в искусстве» (Duveen: A Life in Art). В 2019 году Шарлотта Виньон издала «Братья Дювин и рынок декоративных искусств, 1880—1940» (Duveen Brothers and the Market for Decorative Arts, 1880—1940).
На октябрь 2021 года запланирован выход фильма «Французский вестник. Приложение к газете «Либерти. Канзас ивнинг сан»». Один из персонажей картины — Джульен Кадазио (в фильме его играет Эдриен Броуди) — основан на реальной жизни Джозефа Дювина и серии публикаций о нём в журнале The New Yorker.
Архивы фирмы «Братья Дювин» и Лорда Джозефа Дювин хранятся в исследовательском институте Гетти.